# Dudás István (labdarúgó)
Dudás István (Topolya, 1973. augusztus 2. –) vajdasági magyar labdarúgókapus. Jelenleg kapusedzőként tevékenykedik a belga AFC Tubize csapatában. Az FK Egység Kishegyes és FK Bačka Topola nevelte őt az 1980-as évek végén és az 1990-es éveke elején.